# Liga Marplatense de Básquet
La Liga Marplatense de Básquet (abreviada LMB) es la liga de baloncesto profesional de la ciudad de Mar del Plata, Argentina. Su integración está compuesta por todos los clubes asociados a la Asociación Marplatense de Básquetbol, quien también es la encargada de organizar la Liga Marplatense (en todas sus divisiones). El Club Atlético Unión de Mar del Plata con un total de 20 títulos conseguidos, es el club de Mar del Plata, con más campeonatos de la Liga Marplatense ganados. El campeón de la última edición del torneo oficial, es el Club Sporting. Mientras que Unión de Mar del Plata se quedó con el Torneo Preparación.